# Lonnie Johnson (musicien)
 (mars 2019).
Si vous disposez d'ouvrages ou d'articles de référence ou si vous connaissez des sites web de qualité traitant du thème abordé ici, merci de compléter l'article en donnant les références utiles à sa vérifiabilité et en les liant à la section « Notes et références ».
Pour les articles homonymes, voir Lonnie Johnson et Johnson.
Alfonzo « Lonnie » Johnson, né le 8 février 1899 à La Nouvelle-Orléans en Louisiane et mort le 6 juin 1970 au Canada, est un chanteur et guitariste américain, pionnier du blues et du jazz.

## Biographie
Élevé dans une famille de musiciens, Johnson étudie le violon et la guitare pendant son enfance. En 1917, il participe à une tournée en Angleterre au sein d'une revue musicale, ce qui lui sauve probablement la vie. En effet, à son retour à La Nouvelle-Orléans en 1919, il retrouve une famille décimée, à l'exception de son frère James, par la grande pandémie de grippe de 1918.
Au début des années 1920, Johnson travaille avec les orchestres de Charlie Creath et de Fate Marable sur des riverboats, et s'installe à Saint-Louis dès 1925. Là, il remporte un concours d'Okeh Records qui l'engage. Il réalise sous ce label une série d'enregistrements entre 1925 et 1932, incluant des duos de guitare avec Eddie Lang et des duos vocaux avec Victoria Spivey. C'est également au cours des années 1920 que Johnson fait des apparitions sur les enregistrements du Hot Five de Louis Armstrong, de l'orchestre de Duke Ellington, et des Chocolate Dandies, en jouant des solos de guitare note à note dans un style innovant qui inspire les futurs guitaristes de jazz comme Charlie Christian et Django Reinhardt et donne à la guitare le rôle d'instrument soliste dans le jazz.
La carrière de Lonnie Johnson est cependant fluctuante, ce qui l'amène parfois à s'écarter de la musique. Entre deux grands évènements musicaux, il se retrouve contraint à s'engager dans des emplois de domestiques, de concierge ou travailler dans une fonderie. Alors qu'il est employé à l'hôtel Benjamin Franklin de Philadelphie en 1959, il est remarqué par le disc jockey de WHAT-FM, Chris Albertson. Albertson réussit à assurer à Johnson un engagement à Chicago au club Playboy. Johnson se produit ensuite avec Duke Ellington et son orchestre dans de grands concerts à Town Hall à New York.
Il tourne également en Europe et enregistre plusieurs albums pour le label Prestige Bluesville plusieurs avec Elmer Snowden et un avec sa partenaire vocale d'Okeh, Victoria Spivey. À son grand regret, Johnson a toujours été catalogué comme un artiste de blues. À ce propos, en parlant du concours d'Okeh : "J'avais un peu chanté à l'époque mais même maintenant, je ne le prends pas aussi sérieusement que mon jeu de guitare, et je pense que j'aurai fait n'importe quoi pour être enregistré : c'était un concours de blues, j'ai donc chanté du blues."
Johnson meurt en Ontario, au Canada, le 16 juin 1970, de complications à la suite d'un accident de voiture datant de 1969.
Lonnie Johnson fut un musicien capable de jouer des blues très traditionnels, mais aussi un des précurseurs de la guitare jazz et blues moderne avec l'introduction des solos note à note, cet aspect technique riche en feeling a aussi inspiré beaucoup de guitaristes tels Jimi Hendrix, Eric Clapton et bien d'autres encore... 
En 1997, il rejoint le Louisiana Blues Hall of Fame à titre posthume.